# جان غودرو
جان غودرو هو مصور ورسام كندي، ولد في 27 مايو 1964 في مدينة كيبك في كندا.